# Kitaibaraki (Ibaraki)
Kitaibaraki (北茨城市  Kitaibaraki-shi?) es una  ciudad situada en la Prefectura de Ibaraki, en Japón.  
Al 1 de diciembre de 2013, Kitaibaraki, tenía una  población 44.694 habitantes y una densidad poblacional de 240 personas por km². La superficie total es de 186,55 km².

## Creación de la ciudad
La ciudad de Kitaibaraki fue fundada el 31 de marzo de 1956 y se promulgó el 8 de octubre de 1956.

## Geografía
La ciudad se encuentra ubicada al noreste de la Prefectura de Ibaraki, al este tiene orillas en el Océano Pacífico y limita al norte y al oeste con la Prefectura de Fukushima.
Su territorio limita al sur con  Takahagi; al noroeste con  Hanawai; al norte con  Samegawa, y al noreste con Iwaki. Perteneciente las tres últimas localidades a la Prefectura de Fukushima. 
Aproximadamente el 80% de la superficie total es de bosque montañoso. La región oriental es tierra baja frente al mar, con amplio terreno llano abierto a lo largo de los ríos Okita y Satone.

## Comercio
La agricultura y la pesca se han destacado desde la antigüedad. Por otra parte, una escuela de pesca se estableció en Puerto Ōtsu.
Kitaibaraki es bien conocido por su variedad de pescados y mariscos, posee dos puertos, Hirakata y Ōtsu, donde se consigue pescado fresco todos los días.

## Sitios de interés
Cerca al puerto Ōtsu, en la bahía Izura, es famoso el Rokkaku-do, una casa roja hexagonal, que es un mirador al mar. 
El valle Hanazono, está ubicado en la parte superior del río Hanazono, y es además un parque natural de la prefectura. Es un famoso lugar por las de hojas de color de rojo y amarillo, en el otoño. El Santuario Hanazono está construido en ese lugar.
El Museo Tenshin Memorial, con exhibiciones actualizadas periódicamente, ofrece a los visitantes una mirada a las diversas escuelas de arte japonés. 
Un taller de vidrio se sienta en la cima de un monte en la localidad de Hanakawa. El taller, llamado Sílice (シリカ), debe su nombre a la arena de sílice, que es de lo que está hecho el vidrio. Los visitantes, pueden participar manualmente en la fabricación de diversos objetos, como vasos o copas de cristal.
Baños termales de Izura, este lugar de agua termal tiene una excelente vista al Océano Pacífico. 

## Festividades
Kitaibaraki tiene varios festivales arraigados a partir de épocas antiguas. 
En el Santuario de Hanazono se celebra una danza ritual con máscara de león (獅子舞 Shishi mai), con bastante tradición, esta danza se puede ver cada año en el mes de mayo en ese santuario.
El Ōbune matsuri (大船まつり), es el festival de la gente de mar, se lleva a cabo sólo una vez cada cinco años, el primer fin de semana de mayo; el festival es una oración por las grandes capturas y por la protección de las garras de los peces del mar. Un barco decorado es tirado por los marineros a través de la ciudad hacia un santuario sintoísta.
El 16 de agosto es el último día del Obon (fiesta de los muertos); en este día alrededor de las 6 de la mañana, las familias que celebran el Obon (お盆), se reúnen en el puerto Ōtsu. Barcos de pesca en miniatura cargadas de hortalizas desfilan en el puerto, y después linternas flotantes son soltadas con el fin de guiar a los espíritus a la morada de los muertos.

## Transporte
Por la Ruta Nacional 6 al sur, está comunicada con la capital de la prefectura, la ciudad de Mito, y también comunica con Tokio al sur o con Sendai al norte; pero es una ruta lenta para largas distancias.
Dispone de la entrada “”KItaibaraki IC” de la autopista "Jōban Expressway" para desplazarse al suroeste a la metrópoli de Tokio; y por la misma autopista al norte, realizando empalme con las autopistas “Ban-etsu Expressway” y “Tōhoku Expressway” se llega a la capital de la Prefectura de Fukushima, la ciudad de Fukushima.
Dispone de las estaciones “Ōtsuko Station“, “Isohara Station”  y “Minaminakago”, para coger la vía férrea “Línea Jōban" para desplazarse al sur a la ciudad de Mito. Un tren especial llamado “Super Hitachi” que solo se puede tomar en “Isohara Station” con destino a "Ueno Station" en Tokio, tarda aproximadamente 2 horas.
Los aeropuertos más cercanos son los de Aeropuerto de Fukushima y Aeropuerto de Ibaraki.

## Galería de imágenes

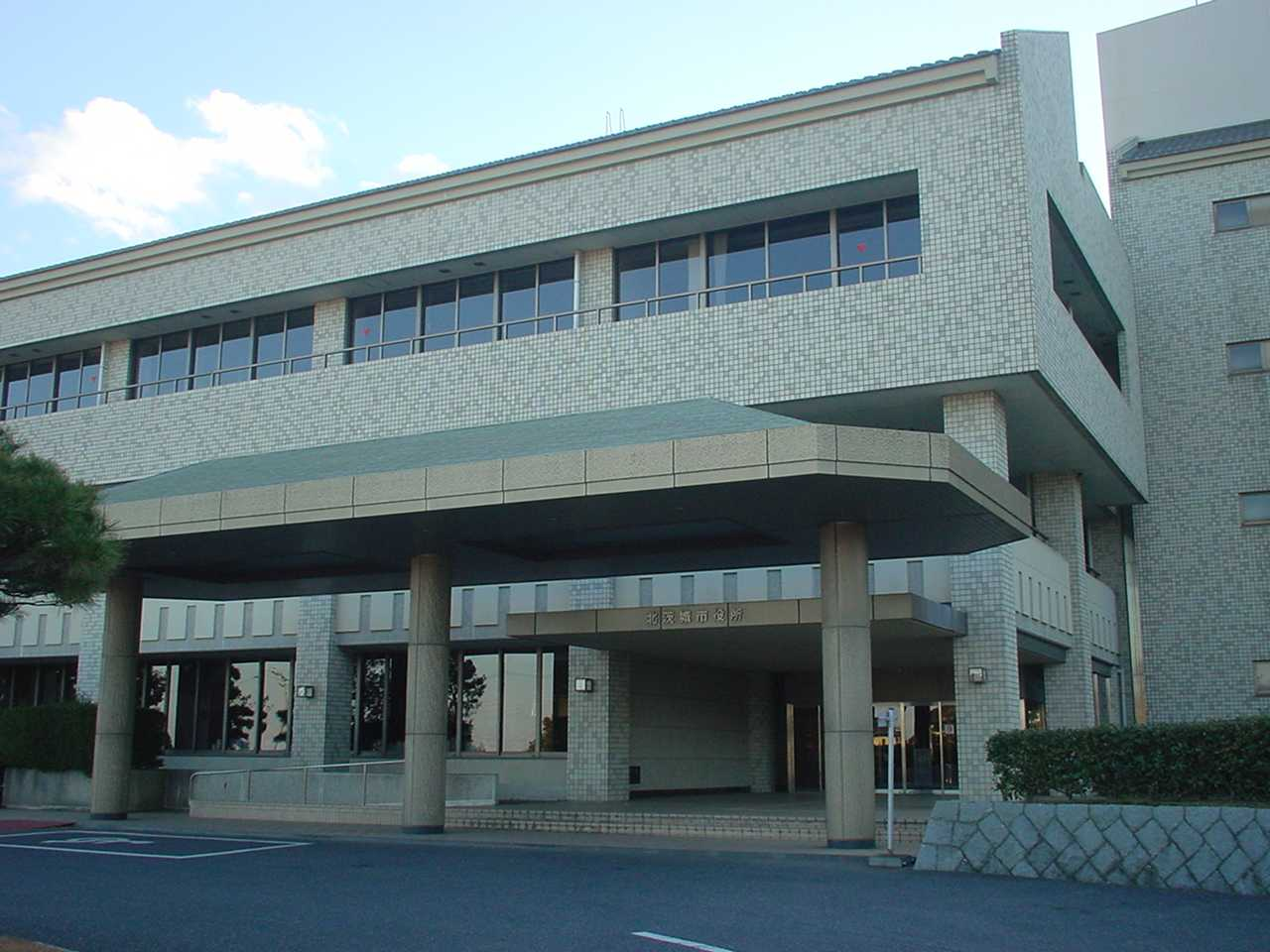
Ayuntamiento de Kitaibaraki.
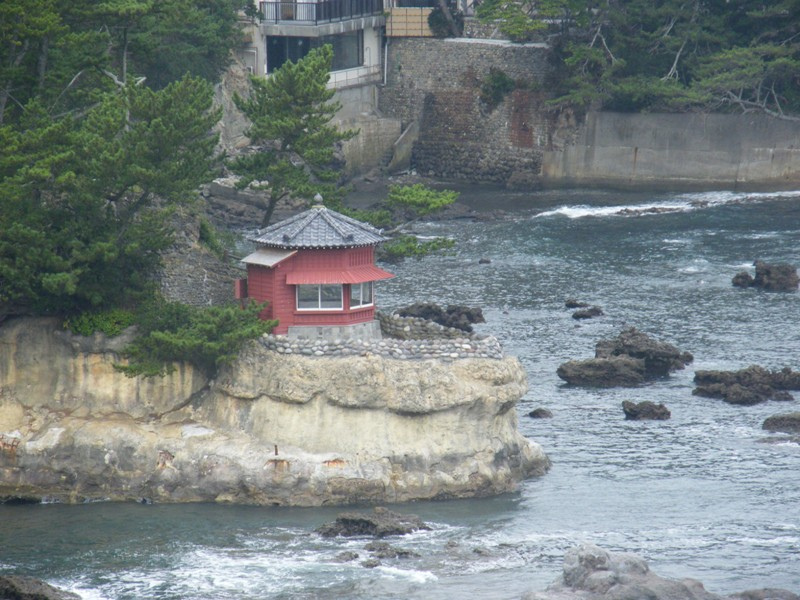
Mirador Rokkaku-dō.
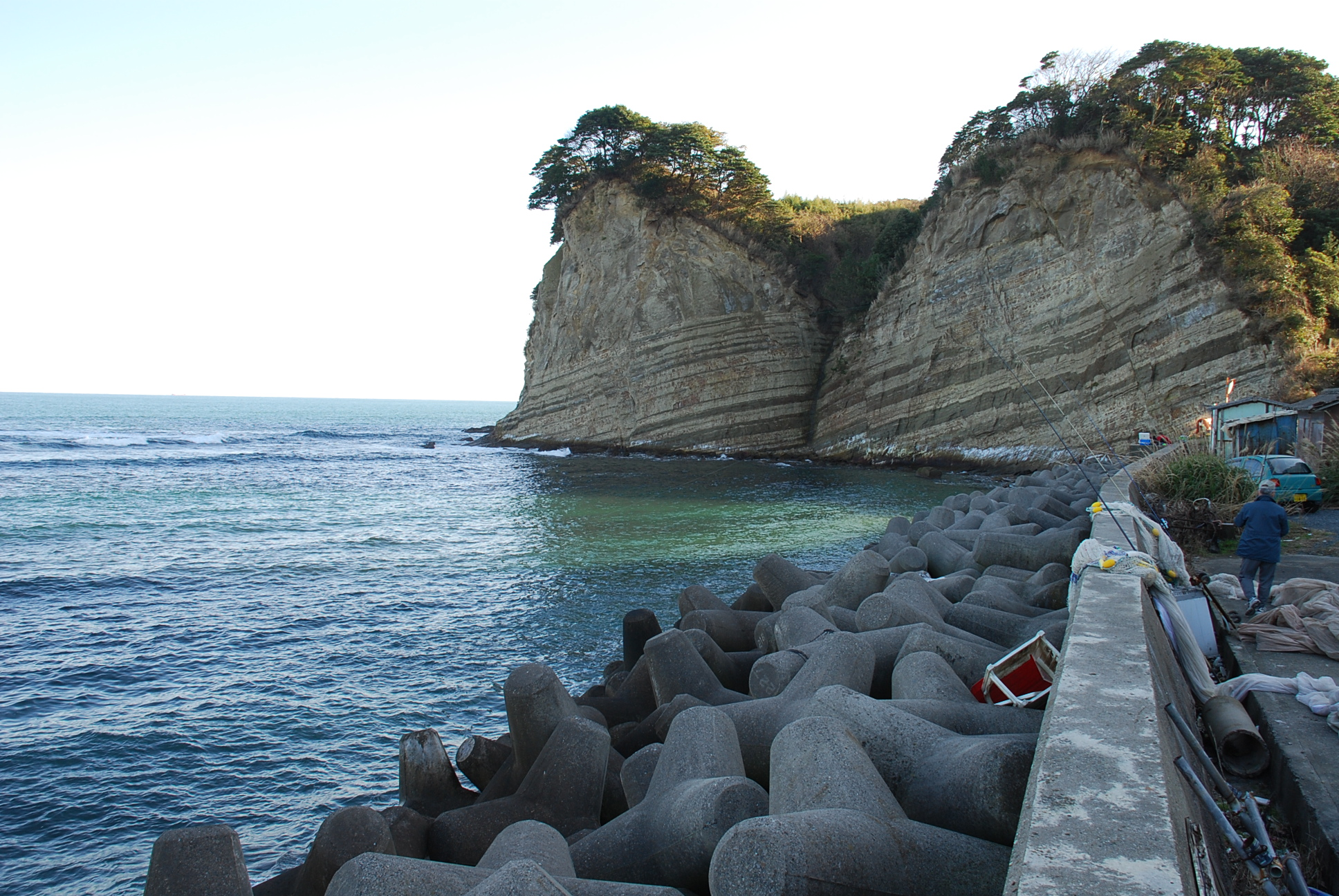
Puerto pesquero Hirakata.
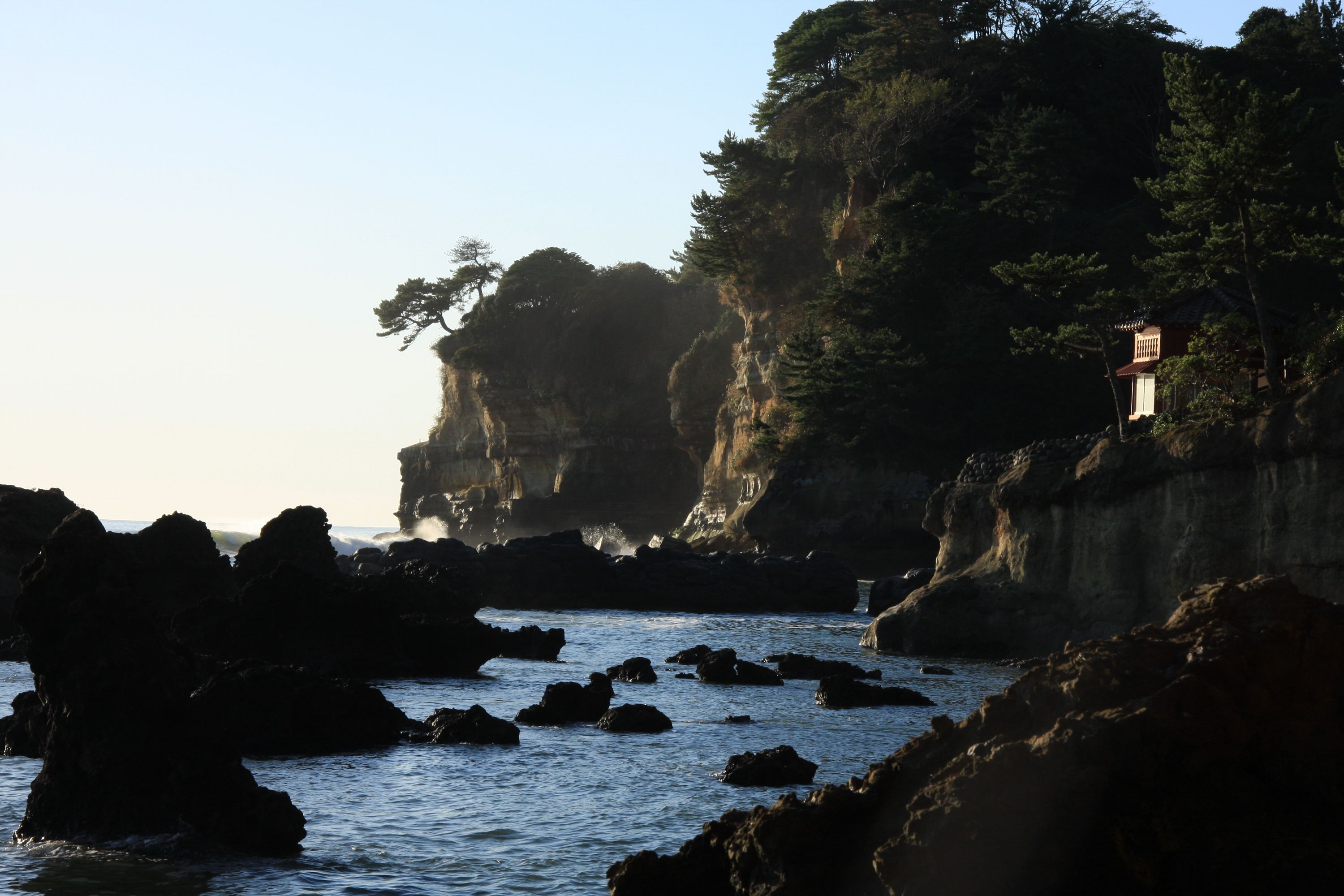
Zona costera en Ōtsu.
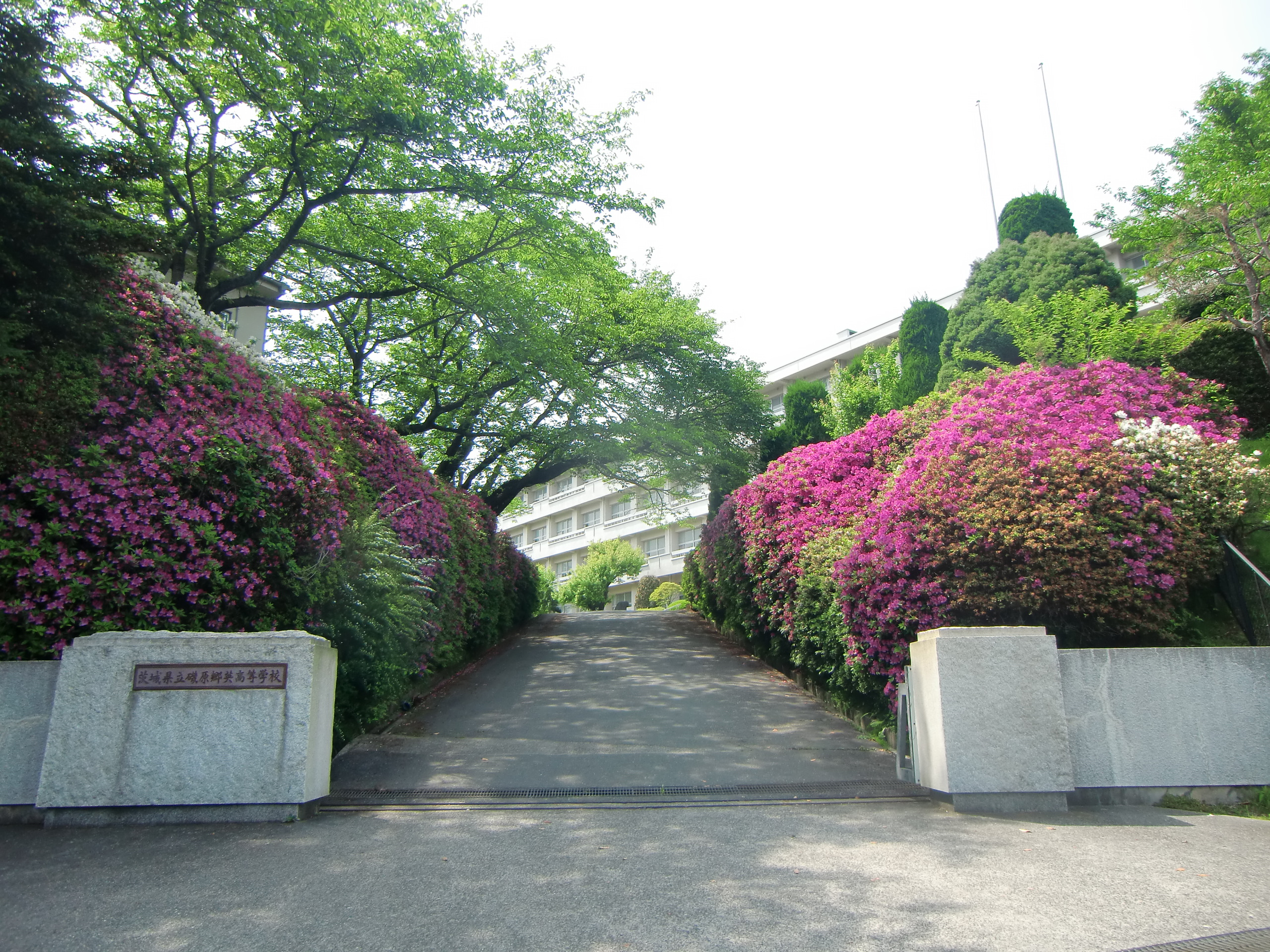
Escuela Secundaria Superior Isohara-Kyōei.